# 汲水镇 (卫辉市)
汲水镇，是中华人民共和国河南省新乡市卫辉市下辖的一个乡镇级行政单位。

## 行政区划
汲水镇下辖以下地区：
建设路社区、沿淀街社区、德北街社区、辛庄街社区、德南街社区、徐庄社区、前李良屯社区、贺生屯村、石庄村、后李良屯村、下园村、辛庄村、八里屯村和薛屯村。